# بیت ساحور
بیت ساحور (به لاتین: Beit Sahour) یک شهر در کرانه غربی رود اردن است که در استان بیت‌لحم واقع شده‌است.

## خصوصیات
بیت ساحور ۱۲٬۳۶۷ نفر جمعیت دارد.

## خواهرخوانده
شهرهای آنگیاری، شگفت‌اختر، Quattro Castella، ریمینی، پلاگو، اگلیانا، پیستویا، Serravalle Pistoiese، کواراتا، ژیوور، کلیشی، او-دو-سن، وو آن وولن، رمن- سور-ایزر، Opsterland، کسانتن و دوحه خواهرخوانده‌های بیت ساحور هستند.